# Il Domenicale
Il Domenicale è stato un settimanale culturale, uscito in edicola ogni sabato dall'ottobre 2002 al novembre 2009, diretto da Angelo Crespi e pubblicata dall'omonima società presieduta da Marcello Dell'Utri.

## Struttura e temi
Il Domenicale si occupava di cultura in generale, letteratura, politica, storia, teatro, cinema e musica.
Il suo stile era quello della cosiddetta Terza pagina della stampa periodica, si ispirava infatti al modello dei sunday paper del mondo anglosassone e si richiamava alla tradizione delle riviste letterarie e dei settimanali come Omnibus, o Il Mondo.

## Ideologia
Il Domenicale esprimeva un pensiero cattolico e liberal-conservatore, ma annoverava tra i propri collaboratori anche numerosi intellettuali ascrivibili al mondo del liberalismo classico, del libertarismo, della destra storica, facendo proprie istanze contro il pensiero debole, il relativismo, il nichilismo. Non mancavano contributi di pensatori radicali, liberal-socialisti, o più espressamente di sinistra.

## Impegno civile e sociale
Numerose sono state le battaglie contro il politicamente corretto, che in Italia veniva considerato radicato nella cultura post-comunista. Per esempio, contro i luoghi comuni della storia italiana (la Resistenza intesa solo come espressione del mondo partigiano comunista), contro il catastrofismo ambientalista, contro certo darwinismo giudicato "militante", contro l'arte contemporanea intesa come dissacrazione.

## Collaboratori
Nei sette anni di pubblicazione numerosi sono stati i collaboratori assidui de il Domenicale, professori universitari, scrittori, poeti, intellettuali, storici dell'arte, esperti di cinema: da Filippo Facci a Vittorio Sgarbi, da Beatrice Buscaroli a Massimiliano Parente, nonché Marco Respinti, Davide Brullo, Franco Cardini e Marco de Paoli che nel 2007 per interventi ritenuti manipolatori riguardo alcuni articoli avviò una causa legale contro Il Domenicale (che nel 2009 cessò le pubblicazioni).